# Exostema curbeloi
Exostema curbeloi är en måreväxtart som beskrevs av Attila L. Borhidi och M.Fernández Zeq.. Exostema curbeloi ingår i släktet Exostema och familjen måreväxter. Inga underarter finns listade i Catalogue of Life.